# Hokianga (slak)
Hokianga is een geslacht van uitgestorven weekdieren uit de klasse van de Gastropoda (slakken).

## Soort
- Hokianga nodulata Laws, 1947 †